# Конаев
Конаев (на казахски: Қонаев, на руски: Конаев, до май 2022 г. – Капшагай) e град в Югоизточен Казахстан, административен център на Алматинска област. Разположен е на бреговете на Капшагайския язовир.

## История
Възниква през 1970 г. във връзка с построяването на Капчагайският язовир. Старото селище Илийск остава на дъното на язовира, а 5000-те му жителите са евакуирани в новото селище в близост до язовирната стена. Същата година с указ на Президиума на Върховния съвет на Казахската ССР на новото селище е даден статут на град и е наречено Капшагай, което на казахски език означава „тясна клисура“ или „набита земя“.
През годините на съветската власт в града и околностите му е създадена индустриална инфраструктура, пуснати са в експлоатация фабрики за порцелан, стоманобетонни конструкции, високоточни инструменти и рибопреработвателен комплекс. В края на 1980-те години в града е разположен 751-ви отделен инженерен батальон от 17-и армейски корпус на въоръжените сили на СССР. 
С разпадането на СССР много от жителите на града го напускат и се връщат в родината. Държавните фабрики и предприятия са продадени от държавата на частни лица по програма за приватизация и впоследствие престават да съществуват.. След 2000 г. и животът в града постепенно се нормализира.
От средата на 2000-те години градът се превръща в популярна дестинация за уикенда за плажуващите от Алмати, който се намира само на 70 км. Активното строителство на кафета и ресторанти по бреговете на язовира, които са водозащитна зона, довежда до презастрояване и практика няма безплатни обществени плажове за отдих. Поради прекомерното застрояване на крайбрежната водозащитна зона, водите на водоема се замърсяват с отпадъчни води.
През 2007 г. казахстанските власти приемат закон „За хазартния бизнес“, според който казина и игрални зали на територията на страната могат могат да бъдат разположени само в района на брега на Капшагайския язовир и в района на Шчучинск..
На 16 март 2022 г. президентът Касъм-Жомарт Токаев заявява, че подкрепя преименуването на Капшагай на Конаев. Също така е предложено градът да стане новият областен център на Алматинска област, от която ще се отдели Жетъсуския район със стария областен център Талдъкорган. На 3 май 2022 г. президентът подписва указ за преименуване на града и указ за преместване на административния център на Алматинска област. 